# Joan Gatell i Folch
Joan Gatell i Folch (Altafulla, Tarragonès, 1829 - 1902) va ésser un enginyer que signà el Missatge a Irlanda (1886) i el Missatge a la Reina Regent (1888), redactat per Àngel Guimerà.